# Graça Matos
Maria das Graças Tuze de Matos ou Graça Matos (Mimoso do Sul, 18 de março de 1951) é uma política brasileira. Em 1990, foi eleita deputada estadual no Rio de Janeiro sendo reeleita para mais cinco mandatos consecutivos. Na Alerj exerceu várias funções, entre eles o de 1ª Secretária, cargo esse ocupado pela primeira vez por uma mulher.
É casada com o ex-deputado federal e ex-prefeito de São Gonçalo, Edson Ezequiel.

## Biografia
Foi filiada primeiramente ao PDT, posteriormente ao PSB e por fim ao PMDB. Em 2004, 2008 e 2012, foi candidata a prefeita de São Gonçalo, mas não conseguiu se eleger. Também não se reelegeu como deputada estadual para 2015–2019. Foi indicada vice de Neílton Mulim em 2016, em chapa que também não conseguiu passar ao segundo turno.
Em 2017, foi eleita pela ALERJ para a direção da Agetransp, na vaga que era de Aparecida Gama.